# Bong Tae-gyu
Bong Tae-gyu (Hangul= 봉태규, RR= Bong Tae-gyu) es un actor de cine, televisión y teatro surcoreano.

## Biografía
Estudió teatro y cine en la Universidad Myongji.
Salió con la actriz Lee Eun, sin embargo la relación finalizó en 2012 después de doce años.
En 2015 se casó con su novia la fotógrafa Park Won-ji (mejor conocida artísticamente como Hasisi Park), la pareja tiene un hijo, Bong Si-ha (봉시하; nacido el 1 de diciembre de 2015) y una hija Bong Bon-bi (Bonvie; 봉본비) nacida el 21 de mayo de 2018.

## Carrera
Es miembro de la agencia Idea Music Entertainment Korea (conocida como iMe KOREA). Previamente fue miembro de la agencia EUM Contents.
En junio de 2003 se unió al elenco recurrente de la serie Rooftop Room Cat (también conocida como "Attic Cat") donde interpretó a Nam Jung-woo, el hermano de Nam Jung-eun (Jeong Da-bin).
En enero de 2018 se unió al elenco principal de la serie Return donde dio vida a Kim Hak-Beom, un profesor estudios de teología de la fundación Myungsung, que resultar ser un hombre impulsivo y abusivo que recurre a la violencia sin pensar en sus consecuencias, hasta el final de la serie en marzo del mismo año.
Enl 17 de junio de 2019 se unió al elenco principal de la serie Doctor Detective donde interpretó al doctor Heo Min-ki, un médico que espera vengar la muerte de su padre, hasta el final de la serie en septiembre del mismo año.
El 26 de octubre de 2020 se unió al elenco de la exitosa serie surcoreana Penthouse: War In Life donde dio vida a Lee Gyu-jin, un abogado y el mimado hijo único de una familia adinerada de jueces y abogados.

## Filmografía

### Series de televisión
| Año     | Título                                                             | Personaje          | Notas              | Ref.   |
| ------- | ------------------------------------------------------------------ | ------------------ | ------------------ | ------ |
| 2003    | Rooftop Room Cat                                                   | Nam Jung-woo       |                    |        |
| 2003    | Nonstop 4                                                          | Bong Tae-gyu       |                    |        |
| 2004    | Ms. Kim's Million Dollar Quest                                     | Kim Bong-gyu       |                    |        |
| 2004    | Han River Ballad                                                   | Choi Kang-soo      |                    |        |
| 2007    | If in Love...Like Them                                             | -                  |                    |        |
| 2008    | Working Mom                                                        | Park Jae-sung      | 16 episodios       | [ 15 ] |
| 2010    | Personal Taste                                                     | Lee Won-ho         | Ep. 1-2            |        |
| 2012    | Drama Special Season 3 - "Don't Worry, It's a Ghost"               | Lee Moon-gi        | 1 episodio         | [ 16 ] |
| 2015    | Drama Special Season 6 - "Trains Don't Stop at Noryangjin Station" | Mo Hee-joon        | 1 episodio         |        |
| 2016    | Time of Miracle: Loss Time                                         | Yoon Dal-soo       |                    | [ 17 ] |
| 2018    | Return                                                             | Prof. Kim Hak-Beom | 34 episodios       |        |
| 2019    | Doctor Detective                                                   | Dr. Heo Min-ki     | 32 episodios       | [ 18 ] |
| 2021    | Penthouse Hidden Room – The Hidden Story                           | Lee Gyu-jin        | 1 episodio         |        |
| 2020-21 | Penthouse: War In Life                                             | Lee Gyu-jin        |                    |        |
| 2021    | Penthouse: War In Life 2                                           | Lee Gyu-jin        |                    |        |
| 2021    | Penthouse: War In Life 3                                           | Lee Gyu-jin        |                    |        |
| 2022    | Shooting Stars                                                     | -                  | Aparición especial | [ 19 ] |
| 2023    | Pandora: Beneath the Paradise                                      | Gu Sang-chan       |                    | [ 20 ] |
| 2024    | LTNS                                                               |                    |                    |        |

### Películas
| Año  | Título                               | Personaje       | Notas                                                                                       | Ref.   |
| ---- | ------------------------------------ | --------------- | ------------------------------------------------------------------------------------------- | ------ |
| 2000 | Tears                                | Chang           | junto a Jo Eun-ji, Kwon Nam-hee, Kim Sun-hwa y Lee Bong-gyu                                 |        |
| 2002 | Jungle Juice                         | Tang-gae        |                                                                                             |        |
| 2002 | Saving My Hubby                      | -               |                                                                                             |        |
| 2002 | No Manners (Conduct Zero)            | Soo-dong        | junto a Ryoo Seung-bum, Lim Eun-kyung, Gong Hyo-jin y Kim Kwang-il                          |        |
| 2003 | Tube                                 | Estudiante      | junto a Kim Suk-hoon, Bae Doona, Park Sang-min, Son Byong-ho y Kim Dong-wook                |        |
| 2003 | A Good Lawyer's Wife                 | Shin Ji-woon    | junto a Moon So-ri, Hwang Jung-min y Youn Yuh-jung                                          |        |
| 2004 | Au Revoir, UFO                       | Sang-gyu        | junto a Lee Beom-soo, Lee Eun-ju, Byun Hee-bong y Jeon Jae-hyeong                           |        |
| 2004 | The Twenty's Law                     | -               | Cortometraje                                                                                |        |
| 2004 | Arahan                               | Oficial Bong    | Cameo                                                                                       |        |
| 2005 | The President's Last Bang            | -               | Cameo                                                                                       |        |
| 2005 | When Romance Meets Destiny           | Yoo Gwang-tae   | junto a Kim Joo-hyuk, Lee Yo-won, Kim Ah-joong, Jung Kyung-ho y Park Chul-min               |        |
| 2006 | Ssunday Seoul                        | Do-yeon         |                                                                                             |        |
| 2006 | See You After School                 | Joon-tae        | junto a Jin Tae-hyun, Jung Yoon-jo, Ha Seok-jin, Lee Moo-saeng, Jo Dal-hwan y Park Chul-min |        |
| 2006 | Family Ties Pt. 3                    | Choi Kyung-suk  | junto a Jung Yu-mi, Im Jung-eun, Go Kyu-pil, Woo Hyun y Jo Hee-bong                         |        |
| 2006 | How the Lack of Love Affects Two Men | Dong-hyun       | junto a Baek Yoon-sik, Lee Hye-young, Ahn Kil-kang y Jung Woo                               |        |
| 2007 | Two Faces of My Girlfriend           | Gu-chang        | junto a Jung Ryeo-won, Lee Hye-eun, Shin Eun-jung, Kim In-kwon y Jin Tae-hyun               | [ 21 ] |
| 2008 | A Tale of Legendary Libido           | Byeon Gang-soe  | junto a Kim Ye-won, Oh Dal-su, Youn Yuh-jung, Song Jae-ho y Jeon Soo-kyung                  |        |
| 2010 | Survival                             | Park Jeong-hwan |                                                                                             | [ 22 ] |
| 2012 | The Beat Goes On                     | Seo Chang-dae   |                                                                                             |        |
| 2013 | Happiness For Sale                   | Choi Kang-ho    | junto a Choi Kang-hee, Kim Won-hae, Park Sa-rang y Joo Jin-mo                               | [ 23 ] |
| 2022 | It’s Alright                         | -               | Cortometraje                                                                                | [ 24 ] |

### Programas de variedades
| Año        | Título                                        | Notas                                                  |
| ---------- | --------------------------------------------- | ------------------------------------------------------ |
| 2004       | X-Man: Real Situation Saturday                | (ep. #11-14) - invitado                                |
| 2005       | Infinite Challenge                            | (ep. #3-4) - invitado                                  |
| 2006       | X-Man: Good Sunday                            | (ep. #123-124) - invitado                              |
| 2007, 2020 | Radio Star                                    | (ep. #666) - presentador invitado (ep. #17) - invitado |
| 2009       | Happy Together Season 3                       | (ep. #117) - invitado                                  |
| 2013       | Hwasin: Controller of the Heart               | (ep. #14-31) - miembro (ep. #13) - invitado            |
| 2014       | Law of the Jungle in Borneo: the Hunger Games | (ep. #100–107) - miembro                               |
| 2014       | Law of the Jungle in Brazil                   | (ep. #108–116) - miembro                               |
| 2014       | First Day of Work (오늘부터 출근)             | (ep. #6-15) - miembro                                  |
| 2015       | The Human Condition (인간의 조건)             | (ep. #93-104) - miembro                                |
| 2016       | Sing Street (싱스트리트)                      | 8 episodios - miembro                                  |
| 2016-17    | Mr. House Husband Season 1 (살림하는 남자들)  | (ep. #1-14) - miembro                                  |
| 2018-19    | The Return of Superman                        | (ep. #221-259) - miembro                               |
| 2019       | Movie Room Season 2                           | (ep. #114-) - miembro                                  |
| 2020       | My Little Old Boy (My Ugly Duckling)          | (ep. #178) - presentador invitado                      |
| 2020       | Food Avengers                                 | 6 episodios - mánager                                  |
| 2021       | We Won’t Hurt You                             | miembro                                                |

### Aparición en videos musicales
| Año  | Intérprete(s)        | Canción                          | Notas |
| ---- | -------------------- | -------------------------------- | ----- |
| 2005 | SG Wannabe           | "꿈의 대화 / 내 마음의 보석상자" |       |
| 2007 | Eru (Jo Seong-hyeon) | "Because We are Two" (둘이라서)  |       |
| 2017 | Hwang Chi-yeul       | "Rewind"                         |       |

### Teatro
| Año         | Título               | Personaje  | Notas                                                                       |
| ----------- | -------------------- | ---------- | --------------------------------------------------------------------------- |
| 2009 - 2010 | University of Laughs | Dramaturgo |                                                                             |
| 2011        | Falling for Eve      | Adam       | junto a Lee Bo-ram, Hong Hee-won, Lee Dong-ha, Lee Jung-mi y Jung Sang-hoon |

### Radio
| Año  | Título        | Cadena   | Notas |
| ---- | ------------- | -------- | ----- |
| 2004 | 봉태규 스타일 | MBC FM4U |       |

### Pódcast
| Año  | Título                 | Notas |
| ---- | ---------------------- | ----- |
| 2017 | 우리는 꽤나 진지합니다 |       |

### Revistas / sesiones fotógraficas
| Año  | Título        | Notas               |
| ---- | ------------- | ------------------- |
| 2015 | MAPS Magazine | junto a Hasisi Park |

## Discografía

### Colaboraciones
| Año  | Intérpretes                            | Canción                   | Notas |
| ---- | -------------------------------------- | ------------------------- | ----- |
| 2011 | Tablo ft. Yankie (얀키) & Bong Tae-gyu | "Thank You for Breathing" |       |

## Premios y nominaciones
| Año  | Premio                       | Categoría                                             | Trabajo                                 | Resultado |
| ---- | ---------------------------- | ----------------------------------------------------- | --------------------------------------- | --------- |
| 2003 | 24th Blue Dragon Film Award  | Best Supporting Actor                                 | A Good Lawyer's Wife                    | Nominado  |
| 2003 | 6th Director's Cut Award     | Best New Actor                                        | A Good Lawyer's Wife                    | Ganó      |
| 2004 | 41st Grand Bell Award        | Best New Actor                                        | A Good Lawyer's Wife                    | Nominado  |
| 2008 | SBS Drama Award              | Excellence Award, Actor in a Drama Special            | Working Mom                             | Nominado  |
| 2008 | SBS Drama Award              | Producer's Award                                      | Working Mom                             | Ganó      |
| 2012 | KBS Drama Award              | Best Actor in a Special/One-Act Drama                 | Don't Worry, It's a Ghost               | Nominado  |
| 2015 | KBS Drama Award              | Best Actor in a Special/One-Act Drama                 | Trains Don't Stop at Noryangjin Station | Ganó      |
| 2018 | 16th KBS Entertainment Award | Hot Issue Variety Award                               | The Return of Superman                  | Ganó      |
| 2018 | 54th Baeksang Arts Award     | Best Supporting Actor (Television)                    | Return                                  | Nominado  |
| 2018 | 2nd The Seoul Award          | Best Supporting Actor (Drama)                         | Return                                  | Nominado  |
| 2018 | SBS Drama Award              | Excellence Award, Actor in a Wednesday-Thursday Drama | Return                                  | Nominado  |
| 2018 | SBS Drama Award              | Best Character                                        | Return                                  | Ganó      |
| 2020 | SBS Drama Award              | Excellence Award, Actor in a Mid-Length Drama         | Penthouse: War In Life                  | Ganó      |